# Homéomorphisme de graphes
Cet article concerne l'homéomorphisme en théorie des graphes. Pour l'homéomorphisme en topologie, voir Homéomorphisme.
Ne doit pas être confondu avec homomorphisme de graphes.
En théorie des graphes, une branche des mathématiques, deux graphes {\displaystyle G} et {\displaystyle G'} sont homéomorphes si l'on peut obtenir un même graphe en subdivisant certaines de leurs arêtes.
Deux graphes sont homéomorphes si et seulement si leurs représentations graphiques usuelles (avec des segments de droites reliant les sommets entre eux) sont homéomorphes au sens que ce mot a en topologie.

## Définitions

Avant lissage
Après lissage

Subdivision
La subdivision d'une arête {\displaystyle uv} conduit à un graphe contenant un nouveau sommet {\displaystyle w} et où l'on a remplacé l'arête {\displaystyle uv} par deux nouvelles arêtes, {\displaystyle uw} et {\displaystyle wv}.

Avant subdivision
Après subdivision

Une subdivision d'un graphe {\displaystyle G} (parfois appelée expansion de graphe) est le graphe résultant de la subdivision d'arêtes de {\displaystyle G}.
Lissage
L'opération inverse, le lissage (smoothing en anglais) d'un sommet {\displaystyle w} par rapport aux arêtes {\displaystyle uw} et {\displaystyle wv} arrivant en {\displaystyle w} consiste à supprimer {\displaystyle w} et à remplacer {\displaystyle uw} et {\displaystyle wv} par {\displaystyle uv}.
- Avant lissage
- Après lissage

Seuls les sommets de degré 2 peuvent être lissés.
Subdivision barycentrique
La subdivision barycentrique subdivise toutes les arêtes du graphe. Ce cas particulier de subdivision donne toujours un graphe biparti.
Homéomorphisme
Deux graphes {\displaystyle G} et {\displaystyle H} sont homéomorphes s'il existe un isomorphisme entre une certaine subdivision de  {\displaystyle G} et une certaine subdivision de {\displaystyle H}.

Graphe G
Graphe H
G' et H', subdivisions de G et de H

Déterminer si un sous-graphe d'un graphe {\displaystyle G} donné est homéomorphe à un graphe {\displaystyle H} donné est un problème NP-complet.

## Homéomorphisme et graphes planaires
Il est évident que la subdivision préserve le fait d'être planaire pour un graphe.
Le théorème de Kuratowski affirme :
Théorème — Un graphe fini est planaire si et seulement si il ne contient pas de sous-graphe homéomorphe au graphe complet à 5 sommets {\displaystyle K_{5}}  ni au graphe biparti complet à 6 sommets {\displaystyle K_{3,3}}.
De fait, un graphe homéomorphe à {\displaystyle K_{5}} ou à {\displaystyle K_{3,3}} est appelé un sous-graphe de Kuratowski.
Une généralisation qui découle du théorème de Robertson-Seymour affirme que pour tout nombre entier {\displaystyle g}, il y a un ensemble de graphes « interdits » {\displaystyle L(g)=\{G_{i}^{(g)}\}} tels qu'un graphe {\displaystyle H} peut être plongé dans une surface de genre {\displaystyle g} si et seulement si {\displaystyle H} ne contient pas de copie homéomorphe à l'un des graphes {\displaystyle G_{i}^{(g)}}. Par exemple, {\displaystyle L(0)=\{K_{5},K_{3,3}\}} est formé des deux graphes interdits {\displaystyle K_{5}} ou à {\displaystyle K_{3,3}} pour les surfaces de genre {\displaystyle 0}. {\displaystyle L(g)} est appelé ensemble d'obstruction.

### Crédit d'auteurs
- (en) Cet article est partiellement ou en totalité issu de l’article de Wikipédia en anglais intitulé « Homeomorphism (graph theory) » (voir la liste des auteurs).